# Hux Flux
 (septembre 2008).
Si vous disposez d'ouvrages ou d'articles de référence ou si vous connaissez des sites web de qualité traitant du thème abordé ici, merci de compléter l'article en donnant les références utiles à sa vérifiabilité et en les liant à la section « Notes et références ».
Hux Flux est un groupe suédois de trance psychédélique formé en 1998 par Denis Trapper et Henric Fietz.
Ils sont rejoints ensuite par Jonas Petterson et produisent l'album Cryptic Crunch qui reste aujourd'hui une référence dans le milieu psychédélique.
Hux Flux crée avec l'album Cryptic Crunch une rupture par rapport à la trance psychédélique traditionnelle (trance-Goa) et ouvre les portes à un nouveau style de trance psyché. Les sons sont moins mélodieux, les nappes chères au style ne sont pas présentes. Les rythmes et les boucles sont beaucoup plus complexes et travaillées que chez les précurseurs (Astral Projection, Total Eclipse, TIP….).
L'arrivée de Hux Flux sacrera l'avènement de la trance nordique sur la scène Trance. Le son de Hux Flux est encore en 2008 considéré dans le milieu trance comme L'un des plus puissamment psychédéliques. 
D'autres artistes nordiques trouveront ensuite écho sur la scène internationale. Parmi les plus connus, on peut citer Logic Bomb, projet dont Jonas peterson est partie prenante, ou encore Atmos, dans un style plus ambiant.